# Le Voyage (roman)
Pour les articles homonymes, voir Le Voyage.
Le Voyage (titre original : Voyager) est le troisième tome de la saga littéraire Le Chardon et le Tartan de la romancière Diana Gabaldon. Cette série narre les voyages dans le temps de Claire Randall, une infirmière du XXe siècle, et de Jamie Fraser, un Highlander du XVIIIe siècle.
Il est publié aux États-Unis aux éditions Delacorte Books en 1993, puis en France aux éditions Presses de la Cité en 1997.
Dans ce tome, Claire vit avec sa fille Brianna Randall à Boston en 1968. Le tome précédent s’était fini sur la révélation du père de Brianna, Jamie Fraser. Dans Le Voyage, Claire et Brianna retracent la vie de Jamie depuis la bataille de Culloden lors du soulèvement jacobite de 1745. Elles découvrent que Jamie a survécu à ce massacre prédit par Claire vingt ans plus tôt avant de traverser le cercle de pierres.

## Résumé

### 1746
Le livre débute par une scène du champ de bataille de Culloden. Jamie Fraser est gravement blessé tandis que son ennemi Jack Randall est mort. Jamie est transporté dans une ferme voisine où plusieurs Highlander se sont réfugiés après la bataille. Harold Grey, comte de Melton et représentant du duc de Cumberland arrive en annonçant que les survivants seront fusillés. Avant de conduire les hommes dehors pour être exécuté, Melton inscrit leurs noms dans les archives. Reconnaissant le célèbre Jacobite, Jamie Fraser, il décide de ne pas le tuer car il avait épargné son jeune frère, Lord John Grey à Preston. Il envoie Jamie chez lui pour qu’il meure paisiblement de ses blessures.
Jamie se cache dans une grotte près de Lallybroch pour échapper aux Anglais qui parcourent le pays à la recherche de rebelles jacobites. Une fois par mois, il rend visite à sa sœur, Jenny et à sa famille pour se raser et s’informer sur les nouvelles. Jamie décide de céder Lallybroch au fils aîné de Jenny, appelé également Jamie pour empêcher les Anglais de saisir la propriété. Portant un bonnet de laine pour cacher ses cheveux roux reconnaissable, Jaimie devient une légende écossaise. Il s’arrange pour se faire capturer pour empêcher la famine avec ses codétenus. A la prison d’Ardsmuir, il devient le chef des prisonniers sous le nom de « Mac Dubh ». Jamie rencontre le nouveau gouverneur de la prison : Lord John Grey. Lord John Grey suggère de continuer comme son prédécesseur à dîner une fois par semaine avec des prisonniers. Il croit que Jamie sait où se trouve l’or français prétendument envoyé à Bonnie Prince Charlie. Après la rénovation de la prison, la Couronne décide de l’utiliser comme caserne et transporte les prisonniers vers l’Amérique. Cependant, Lord John fait envoyer Jamie à Helwater, chez Lord Dunsany.
Dunsany a deux filles ; l'aînée, Geneva, est amoureuse de Jamie mais est fiancée à Lord Ellesmere, un homme âgé. Elle fait chanter Jamie pour avoir des relations sexuelles avec lui. Neuf mois plus tard, elle donne naissance à un garçon et meurt le lendemain. Ellesmere menace de tuer le bébé sous le motif que ce n’est pas le sien ; mais Jamie tue Ellesmere à la place. Le bébé, appelé William, retourne à Helwater avec Lord Dunsany. En récompense de ses actes, Lady Dunsany propose de demander à Lord John le pardon pour ses crimes afin qu'il puisse rentrer chez lui à Lallybroch. Cependant, Jamie reste encore plusieurs années à Helwater, jusqu'à ce que la ressemblance de Willie avec lui-même devienne évidente, après quoi il accepte le pardon.

### 1968
Au XXe siècle, le fils adoptif du révérend Wakefield, Roger MacKenzie, offre son aide pour recherche Jamie. Lorsque Roger, Claire et Brianna, la fille de Claire, trouvent la preuve que Jamie a écrit un article imprimé en 1765, Claire envisage de retourner au XVIIIe siècle. Soutenue par Brianna, à Halloween en 1968, Claire revient à l'époque de Jamie.

### 1766
Claire retrouve Jamie à Édimbourg sous le nom d'Alex Malcolm. Il fait de la contrebande d’alcool sous l’apparence d’une imprimerie. Son neveu, Ian, aide son oncle après s’être enfuit de Lallybroch. Claire retrouve également Fergus, un pickpocket français qu’elle a connu à l’âge de 10 ans. Pour expliquer son absence, Claire raconte qu’elle était chez des parents en France en croyant que Jamie était mort.
Après l’échec du passage de contrebande, Jamie emmène Claire et Ian à Lallybroch. Elle découvre que Jamie s’est remarié et a deux belles-filles, Marsali et Joan. Sa femme Laoghaire, avait 20 ans auparavant fait arrêter Claire pour sorcellerie. Trahie, elle quitte Lallybroch mais Ian la ramène avec le motif que Laoghaire a tué Jamie. A son retour Claire sauve Jamie avec des antibiotiques et des seringues apportées du 20e siècle. Jamie négocie avec Laoghaire une pension d’indemnité pour la soutenir. Pour récupérer de l’argent, lui, Claire et Ian retournent chercher le trésor des jacobites enterrés sur une île près d’Ardsmuir. Ils prévoient d’aller en France une fois le trésor récupéré pour le revendre. Cependant, Ian est enlevé par un navire. Jamie et Claire se rendent alors en France où Jared, le cousin de Jamie, les aide à trouver l’identité du navire et leur donne un navire pour naviguer vers les Antilles afin de sauver Ian. Amoureuse, la fille de Laoghaire, Marsali, les accompagne pour épouser Fergus.
En mer, leur navire est abordé par un navire anglais, le Marsouin, à la recherche d’un chirurgien. Pendant que Claire soigne les malades, le Marsouin se met en route avec Claire à bord. Elle apprend qu’ils prévoient de faire arrêter Jamie en Jamaïque. A Hispaniola, Claire s’échappe. Elle est retrouvée par le Dr Stern, un curieux prêtre ivre. Le navire de Jamie s'est échoué sur Hispaniola à la suite d'une tempête, mais Claire apprend bientôt que Jamie les avait quittés pour la sauver. Il est capturé brièvement mais s'échappe et retrouve Claire.

### Jamaïque
Déguisé en Français, Jamie assiste à un bal pour le gouverneur local (son vieil ami Lord John Grey). Il parle avec lui en privé. Lors du bal, une jeune femme est assassinée et les invités sont pris en otages. Claire parle à John et découvre que Jamie a un fils, Willie. Jamie et Claire recherchent Ian au marché aux esclaves et plus tard à la plantation d'une Mme Abernathy, qu'ils identifient comme l'ancienne Geillis Duncan. Après leur séjour chez elle, Jamie et Claire découvrent que Geillis garde Ian captif. Jamie et ses hommes tentent une mission de sauvetage. Cependant, Geillis est partie en emmenant Ian avec elle. Claire visite l'atelier de Geillis et trouve une photo de Brianna clouée à la table, comme potentiel sacrifice. Après une bagarre dans une grotte en Jamaïque, Claire tue Geillis avec une hache. Elle et Jamie s'échappent avec Ian. Alors qu'ils s'éloignent de la Jamaïque, ils sont à nouveau pourchassés par le Marsouin. Dans une tempête, le navire britannique est perdu et le navire écossais Artemis, dévié de son cap, fait naufrage dans la colonie américaine de Géorgie.

## Personnages
- Claire Beauchamp, infirmière militaire anglaise puis chirurgienne à Boston. Mariée à Frank Randall au XXe siècle et à James Fraser au XVIIIe siècle.
- James « Jamie » Fraser, écossais, laird de Broch Tuarach à Lallybroch. Militaire, palefrenier, vendeur de vin et espion, imprimeur, contrebandier et père de Brianna.
- Frank Randall, historien, époux de Claire Beauchamp, père adoptif de Brianna.
- Ian Murray fils (Petit Ian), fils benjamin de Ian et Jenny. Époux d'une Indienne ( Émily ou « Travaille avec ses mains »), puis de Rachel Hunter.
- Lord John Grey, noble et officier anglais, gouverneur de la prison d'Ardsmuir, espion, diplomate, gouverneur de la Jamaïque, père adoptif de William Ranson comte d'Ellesmere, le fils secret de James. Veuf d'Isobel Dunsany. Ami et amoureux de Jamie.
- Fergus Claudel Fraser, pickpocket parisien, puis fils adoptif de Jamie, époux de Marsali MacKenzie, père de Germain, Joan, Félicité et Henri-Christian.

## Adaptation

### Cinématographie
En 2014, les romans sont adaptés à la télévision par Ronald D. Moore. Diffusée sous le titre Outlander, la série est produite par Sony Pictures Television pour la chaîne Starz, et interprétée par Caitriona Balfe, Sam Heughan et Tobias Menzies. La troisième saison correspond à l’intrigue du troisième tome, Le Voyage.

### Audiolivres
Le troisième tome de la saga, Le Voyage, est adaptés en audiolivre. Il est d’une durée d’écoute d’environ 35 h.